# IC 2350
IC 2350 је ознака објекта на координатама са ректансцензијом 8h 24m 28,3s и деклинацијом + 19° 33" 7'. Открио га је Макс Волф, 13. фебруара 1901. Каснијим посматрањима на том положају није уочен никакав астрономски објекат.